# Строеж на типографските знаци
Типографските знаци се изграждат от щрихи, които се класифицират според фо̀рмата си (прави линии, дъги, овали) и според ролята си в структурата на буквата (основни, допълнителни). Дебелините на щрихите се редуват по определени правила, които спомагат за осигуряването на единен облик на всички знаци в дадено начертание. Щрихите, изграждащи основната форма на буквата, обикновено завършват с декоративни елементи като серифи и капки. Основните глифове могат да бъдат придружавани от диакритични знаци и понякога се свързват един с друг като лигатури. За подравняване на малките и главните букви и останалите типографски знаци се използва система от линии, успоредни на посоката на писане.

## Използвана терминология
За наименованията на частите на буквите няма официален стандарт, но съществуват общоприети понятия. В настоящата статия се използва терминологията от монографията „Шрифтът през вековете“ на проф. Васил Йончев, допълнена със специализирани материали от Уеб. За удобство са включени и съответните английски названия.

## Петлинейна система
За разполагане на надписи с главни латински или кирилски букви са достатъчни две успоредни линии – горна и долна, тъй като главните букви са еднакво високи. Когато обаче се построява надпис с малки и главни букви, те най-често се разполагат с помощта на пет успоредни линии.

### Основни линии
Основните линии на петлинейната система от горе надолу са следните (в скоби са дадени съответствията им на фигурата вдясно):
- Горна граница на шрифта или ограничаваща линия на горните дължини (ascender line). Ограничава високите части на малките букви като б ф д b d f h. (2)
- Горна линия на главните букви (cap line). Определя височината на главните букви (cap height), която обикновено е по-малка от тази на високите малки букви. Съвпада с горния ръб на плоските главни букви като П Н М Х. (19)
- Горна линия на малките букви (middle line). Определя височината на малките букви (x-height), наричана и x-височина по аналогия с английското название, защото се измерва чрез височината на малката буква x. На нея лежат горните ръбове на плоските малки букви като п н м х. (1)
- Основна шрифтова линия, наричана понякога базова линия под влияние на английското название (base line). На нея се опират долните краища на главните букви и на късите части на малките букви. (4)
- Долна граница на шрифта или ограничаваща линия на долните дължини (descender line). Ограничава ниските части на малките букви като д р у ф p q. (20)

Четирите ивици, заключени между тези пет линии, се наричат съответно аксантово, горно, средно и долно поле. Разстоянието между горната и долната граница на шрифта се нарича кегел, големина на шрифта или височина на реда и се измерва в пунктове.

### Оптически компенсиращи линии
Когато всички букви са с еднаква геометрична височина, закръглените букви като О С S и острите букви като A V изглеждат по-малки от плоските букви като П М Н Х. За да се осигури еднакъв оптически размер, острите и закръглените букви са малко по-големи и изскачат (overshoot) надолу малко под шрифтовата линия и нагоре малко над горната си линия, до така наречените оптически компенсиращи линии.

## Елементи на буквата
Формата на буквите се образува от щрихи (strokes), които могат да бъдат прави, като в k l v w x z, или закръглени (овали и дъги), като в c o s. Буквите I и O са съставени само от по един прост елемент, съответно права линия и овал, но носят достатъчно информация за пропорциите, оста на овалите и дебелината на щрихите, затова през Ренесанса много автори на книги за шрифта ги разглеждат като основа за построяване на цялата азбука.
Съотношението между най-тънките и най-дебелите щрихи в знаците определя контраста на шрифта. Шрифтовете с еднакво дебели щрихи са неконтрастни, а тези, в които се редуват тънки и дебели щрихи – контрастни. Цикличното, предсказуемо редуване на тънки и дебели щрихи се нарича модулация.

### Греди
Правите щрихи в буквата се наричат греди. Според посоката си те могат да бъдат вертикални, хоризонтални и наклонени. Според ролята си в изграждането на буквата биват следните:
- Основни / главни греди, наричани също хасти (stems). Обикновено са широки и вертикални. Те носят архитектоничната тежест в конструкцията на буквата и за тях са закрепени останалите елементи.
- Допълнителни / спомагателни / второстепенни греди. Могат да бъдат хоризонтални (bars) или полегати. Обикновено са тънки (hairlines). Могат да завършват свободно, като в Б Г F Е, или да се съединяват с друга греда.[a]
- Съединителни греди. Това са допълнителни греди, които свързват други греди, като хоризонталните греди в А Н П Ш Ю (crossbars) или полегатите в И М.
- Опашки (tails). Опашките са характерни отличителни елементи, по които се различава буква от друга с подобна форма, например i j I J P R O Q Ш Щ. Към тях причисляваме и наклонените, свободно завършващи греди, които изтъняват и завършват със засилена извивка, вместо със серифи, като в Ж К Я R.

Местата, на които се свързват две греди или греда и кръгла част, се наричат свръзки (joins или junctures) и доброто им оформяне играе важна роля за естетическата форма на буквата. Когато гредите се пресичат без плавен преход, говорим за ъгъл (angle). Ъглите могат да бъдат вътрешни или външни.
Когато текстът ще се отпечатва с много малък кегел, особено върху евтина хартия, като в телефонен указател или раздел с обяви във вестник, може да се използва начертание със специално изрязани вътрешни ъгли (ink traps), които служат да поемат попиващото в хартията мастило, така че то да не наруши цялостната форма на буквата.

### Закръглени елементи. Оси
Овал (oval) има например в буквите О Q Ю. В шрифтовете с неравномерна дебелина на щрихите говорим за ос (axis) на овалните елементи. Тя показва наклона на въображаемото плоско перо, с което се очертава овалът, а оттам – точното положение на надебеляванията (stresses) и изтъняванията. Шрифтовете с равномерно дебели щрихи нямат такава характеристика, затова говорим за осови и безосови шрифтове. Наклонът на оста на овалите не трябва да се бърка с наклона на знаците в наклонените и курсивните шрифтове.
Затворени дъги (bowls) има в буквите P B Б Ъ Ь Я R, а отворени – в С З Ч. Основната извивка на буквите г C S се нарича гръб или гръбнак (spine).

### Части на малките букви
Тази част от малките букви, която се намира в средното поле, между основната шрифтова линия и горната линия на малките букви, се нарича къса част на малките букви. Такива са например заоблените части на b d p б. Малките букви като а г е и л м н о п х z, които са изцяло между тези две линии, се наричат къси малки букви.
Продълженията на основните греди на малките букви, които излизат над късата част и заемат горното поле, както в b d f h k l б ф, се наричат горни дължини също камшичета (ascenders). Продълженията на основните греди на малките букви, които се спускат под късата част и заемат долното поле, както в д g j p q y ф, се наричат долни дължини (descenders). При различните шрифтове съотношението между височината на късите части и горните / долните дължини варира. Наличието на горни и долни дължини спомага за подобряване на четливостта, тъй като те помагат на окото да разпознае цялостната форма на думата. Ако обаче са прекалено малки или прекалено големи, те могат да попречат на четливостта.
В много шрифтове малката буква g е „двуетажна“ (two-story g), с две затворени части. Двуетажното g съдържа няколко характерни елемента: ухо (ear) – малкият кос щрих горе вдясно; спойка (link или neck) – щрихът, който свързва двете закръглени части; примка (loop) – долната закръглена част.

### Завършващи елементи
Гредите и отворените дъги на буквите могат да завършват с няколко вида графични елементи (terminals).
- Сериф (serif). Гредите и отворените дъги често завършват със серифи. Традиционно те представляват къси напречни щрихи, но могат да бъдат и с най-различна форма – извити, триъгълни, топковидни, дебели, тънки, разцепени и др. В печатния ред серифите образуват прекъснати линии, успоредни на шрифтовата линия, които водят погледа по реда, улеснявайки четенето.[2]
- Капка, точка или зърно (ball terminal, drop). При възникването на бароковата и класицистичната антиква и курсив серифите в краищата на отворените дъги или опашки в някои букви са преминали в капкообразни завършеци, например в a c y f r.[2]
- Черта за свързване (spur). Срещат се обикновено в курсивните шрифтове и наподобяват чертичките за свързване със следващата буква при писане на ръка. Такъв е например завършващият елемент долу вдясно на нормалното a и курсивните a m n.
- Рогче. В някои шрифтове в долната част на вертикалния прав щрих на G стърчи малко рогче, което на английски също се нарича spur.

### Диакритични знаци
Диакритичните знаци (diacritics) са спомагателни глифове, които се добавят към основен глиф, за да се обозначи промяна в значението му, например променено произношение. Те могат да бъдат разположени над, под, във и между основните глифове, например й â ş ł. Към диакритичните знаци спадат аксантите (accents), с които се обозначават ударения, и точките (dots, jots) на буквите i j.

### Лигатури
Лигатурата (ligature) представлява сливане на две или повече графеми в общ глиф, например ﬀ ﬃ. Някои букви, които сега се считат за самостоятелни графеми, са възникнали като лигатури, например ю љ њ ß æ ɶ.

### Празно пространство
Пространството, обградено от гредите на буквата, се нарича око (counter) или вътрешна форма на буквата. То може да бъде затворено, като в a b d e g o p q A B D O P Q R, или отворено, като в a c e f h m n r s t u. Острото навлизане на празно пространство в буквата, като в м v w M V W, се нарича врязване (corner).